# Bariqa
Bariqa (tiếng Ả Rập: بريقة, cũng đánh vần Buraykah hoặc Breikeh) là một ngôi làng ở phía tây nam Syria, một phần hành chính của Chính quyền Quneitra, phía nam Quneitra, thuộc khu vực Syria thuộc Cao nguyên Golan. Các địa phương lân cận bao gồm Bia Ajam ở phía bắc, Naba al-Sakhr ở phía đông bắc, al-Harra và Namer ở phía đông, al-Suwaysah và Jasim ở phía đông nam và al-Rafid ở phía nam. Theo Cục Thống kê Trung ương Syria (CBS), Bariqa có dân số 371 người trong cuộc điều tra dân số năm 2004. Cư dân của nó chủ yếu là người Circassian từ bộ lạc Abadzekh,, người tuyên xưng đạo Hồi Sunni.
Vào cuối thế kỷ 19, Bariqa được mô tả là "một trong những ngôi làng lớn nhất và tốt nhất của Circassian". Nó bao gồm khoảng 100 ngôi nhà với 85 gia đình, có dân số xấp xỉ 425, bao gồm 68 chiến binh nam trưởng thành. Đường phố của nó rộng và sạch sẽ, nó có rất nhiều cỏ khô và có một nhà thờ Hồi giáo được xây dựng tốt. Ở phía bắc của Bariqa là một con suối nước đóng băng và về phía đông là một hồ bơi tưới cho mùa màng của làng. Bariqa từng là nơi cư trú của người theo đạo Hồi ("trưởng") của tất cả các làng Circassian ở vùng Cao nguyên Golan.
Phiến quân đối lập và các binh sĩ Quân đội Syria đã đụng độ ở Bariqa và Bia Ajam gần đó vào tháng 11 năm 2012, trong cuộc nội chiến Syria đang diễn ra, bắt đầu vào năm 2011. Tử vong ở cả hai bên tổng cộng khoảng 30, theo một nhóm giám sát. Ngôi làng được báo cáo là dưới sự kiểm soát của phiến quân vào ngày 13 tháng 11. Vào ngày 26 tháng 7 năm 2018, quân đội Syria đã lấy lại thị trấn sau khi phiến quân đầu hàng và bàn giao vũ khí hạng nặng và trung bình cho quân đội.